# Oskar von Hindenburg
Oskar von Beneckendorff und von Hindenburg, född 31 januari 1883 i Königsberg (nuvarande Kaliningrad), död 12 februari 1960 i Bad Harzburg, Niedersachsen, var en tysk generallöjtnant. Han var son till Paul von Hindenburg, tillika faderns militära rådgivare.
Oskar von Hindenburg blev officer 1903, kapten 1914 och tjänstgjorde under första världskriget som generalstabsofficer vid olika kårer och i stora högkvarteret. Han befordrades till major 1924, överstelöjtnant 1929, överste 1932 och erhöll generalmajors avsked 1934.
Efter att fadern utnämnts till rikspresident 1925 blev Oskar von Hindenburg hans närmaste rådgivare. von Hindenburg var vän till Kurt von Schleicher vilket spelade roll då den senare utsågs till tysk rikskansler i början av december 1932. Ministären Schleicher föll den 28 januari 1933, och Franz von Papen, som tidigare tjänat som rikskansler från juni till november 1932, sonderade då terrängen för att ånyo kunna bli utsedd till rikskansler och kunna hålla nazisternas partiordförande, Adolf Hitler, utanför regeringen. Oskar von Hindenburg hade tidigare motsatt sig tanken att fadern skulle utse Hitler till rikskansler, men lyckades övertala denne att istället för von Papen utnämna Hitler. Hitler var den politiker som var i stånd att få fram den parlamentariska grundval som varken von Papen eller Schleicher förfogade över.
Oskar von Hindenburg inflytande över fadern gjorde att den tyska folkhumorn kallade honom "den i den tyska författningen icke förutsedde sonen".
Efter andra världskriget ställdes Oskar von Hindenburg inför denazificeringsdomstol och dömdes skyldig.